# Bromma

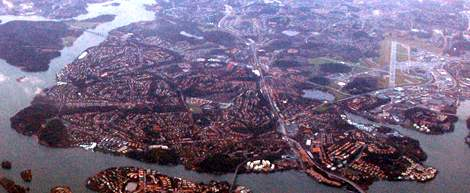
Vista aérea del distrito de Bromma. El aeropuerto de Bromma, que también sirve como alternativa a Arlanda para vuelos de Estocolmo, puede verse a la derecha.

Bromma es un distrito sueco (stadsdelsområde) en la zona oeste de la ciudad de Estocolmo, que forma parte del municipio del mismo nombre. El distrito está conformado principalmente por la parroquia de Bromma y la parroquia de Västerled.

## Descripción
El distrito está formado por los barrios de Abrahamsberg, Alvik, Beckomberga, Blackeberg, Bromma Kyrka, Bällsta, Eneby, Höglandet, Mariehäll, Nockeby, Nockebyhov, Norra Ängby, Olovslund, Riksby, Smedslätten, Stora Mossen, Södra Ängby, Traneberg, Ulvsunda, Ulvsunda Industriområde, Åkeshov, Åkeslund, Ålsten and Äppelviken. Hacia el año 2004 contaba con una población de 59.229 habitantes distribuidos sobre un área de 24.60 km², con una densidad demográfica resultante de 2,407.68 h/km².

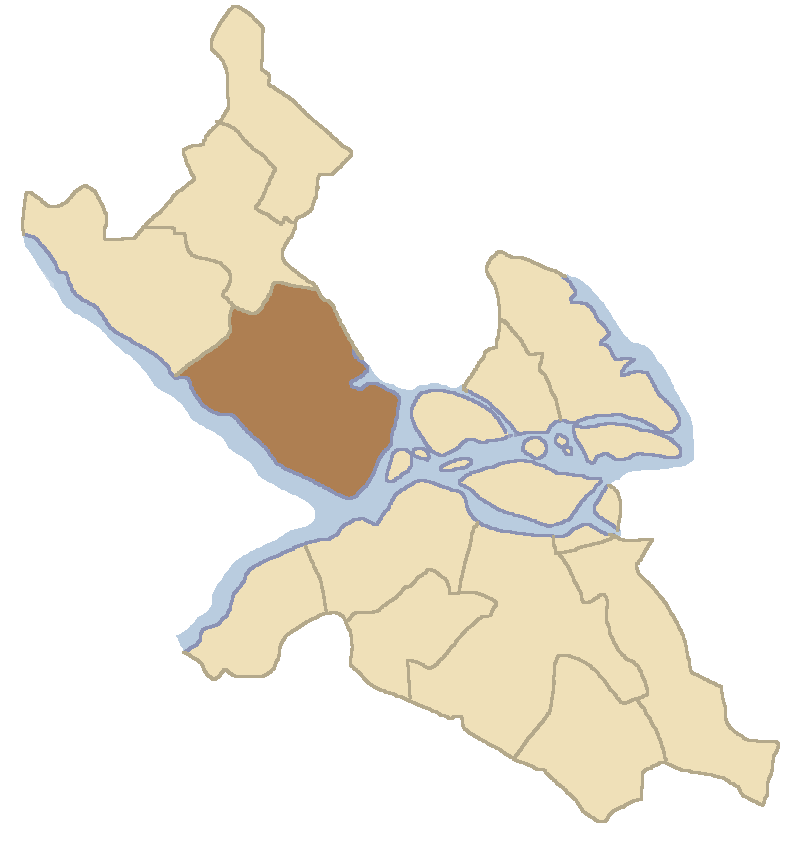
Localización del distrito de Bromma en Estocolmo.

El paisaje de Bromma dispone de pequeños bosques, parques y lagos, incluyendo el bosque Judarn en torno al lago del mismo nombre y los parques en torno a los castillos de Åkeshov y Ulvsunda. Bromma kyrka es una de las más destacadas iglesias románicas de la zona de la segunda mitad del siglo XII con una serie de pinturas murales de época bajomedieval obra del Albertus Pictor (1440-1507).
Bromma es un distrito principalmente residencial de clase media-alta, complementado por el centro industrial de Ulvsunda. Está situado cerca del Aeropuerto de Estocolmo-Bromma. Fue inaugurado en 1936 y desde entonces ha sido utilizado principalmente para destinos nacionales; cuenta con unos 1.250.000 pasajeros al año de media, y es el segundo mayor aeropuerto de la provincia de Estocolmo. Ängby es uno de los principales terrenos de camping de Estocolmo y está situado cerca de una gran playa en el lago Mälaren.
En las elecciones del año 2002, los partidos conservadores (Partido Moderado, Partido Liberal del pueblo, Partido del Centro y Democracia Cristiana) recibieron un 60 % de los votos del distrito de Bromma.

## Residentes famosos
Bromma es el lugar de nacimiento de los jugadores de hockey sobre hielo Mats Sundin y Douglas Murray. Per Albin Hansson, primer ministro de Suecia entre 1932-1946, vivió en Ålsten durante los últimos años de su vida. El músico Martin Eriksson, más conocido como E-type, se trasladó a Bromma con su familia con catorce años. El primer astronauta sueco, Christer Fuglesang, se crio en Bromma. Los Premios Nobel Gunnar Myrdal y Alva Myrdal, vivieron en varios lugares de Bromma con sus hijos, entre ellos el escritor Jan Myrdal. También nació en Bromma la cantanteIsa Tengblad, que participó en el Melodifestivalen 2015 con la canción «Don't Stop», finalizando en séptimo puesto en la final.Lova Sönnerbo es una joven cantante que actualmente vive en el distrito, en el año 2012, consiguió ganar el Lilla Melodifestivalen 2012, la versión infantil del Melodifestivalen sueco, con tan solo 14 años de edad, representó a Suecia en el  Festival de la Canción de Eurovisión Junior 2012,también es conocida por su canción ´´My Name Is'nt´´

## Galería de Imágenes

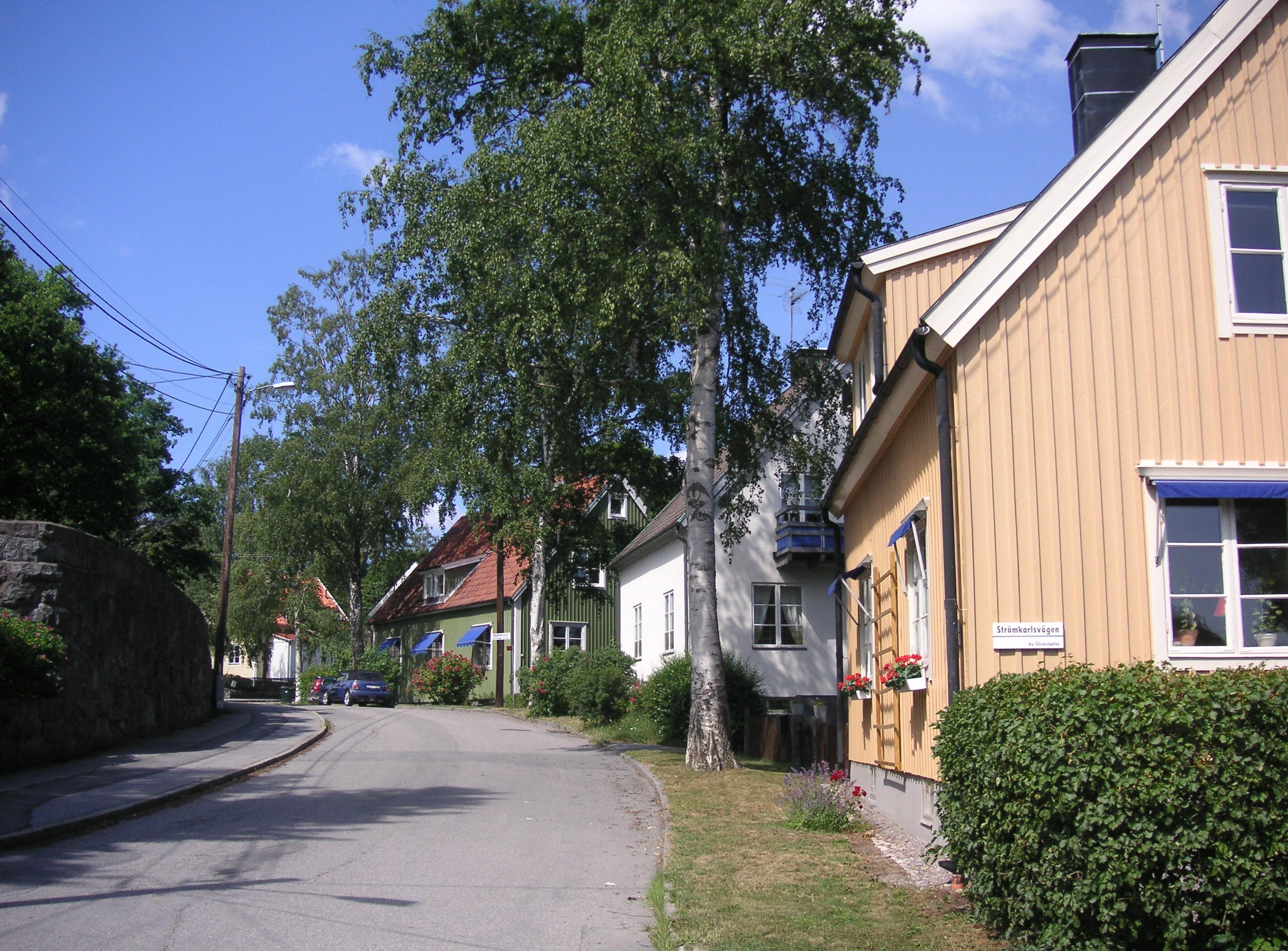
casas de 1920 en Smedslätten
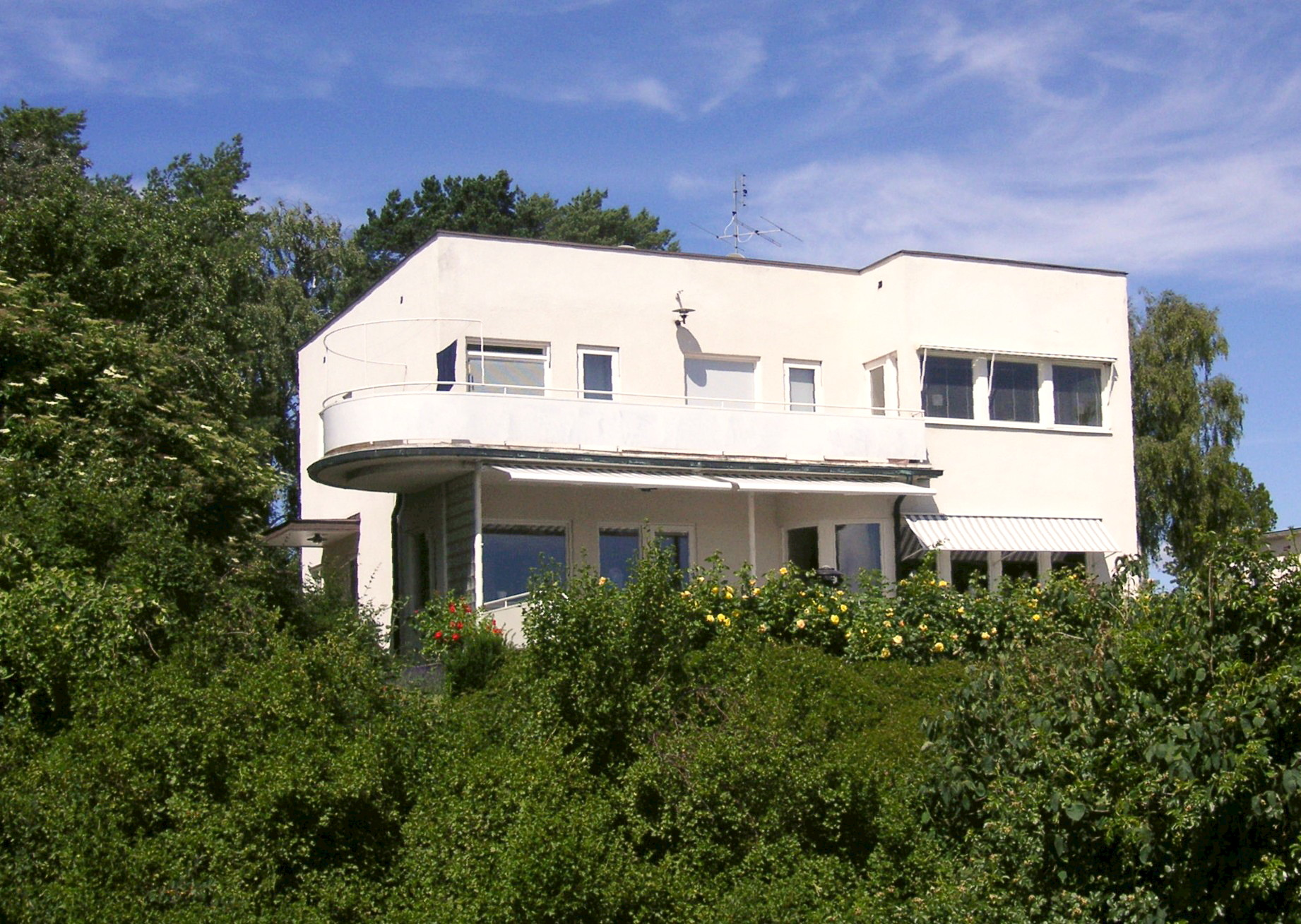
edificio funcionalista de Södra Ängby
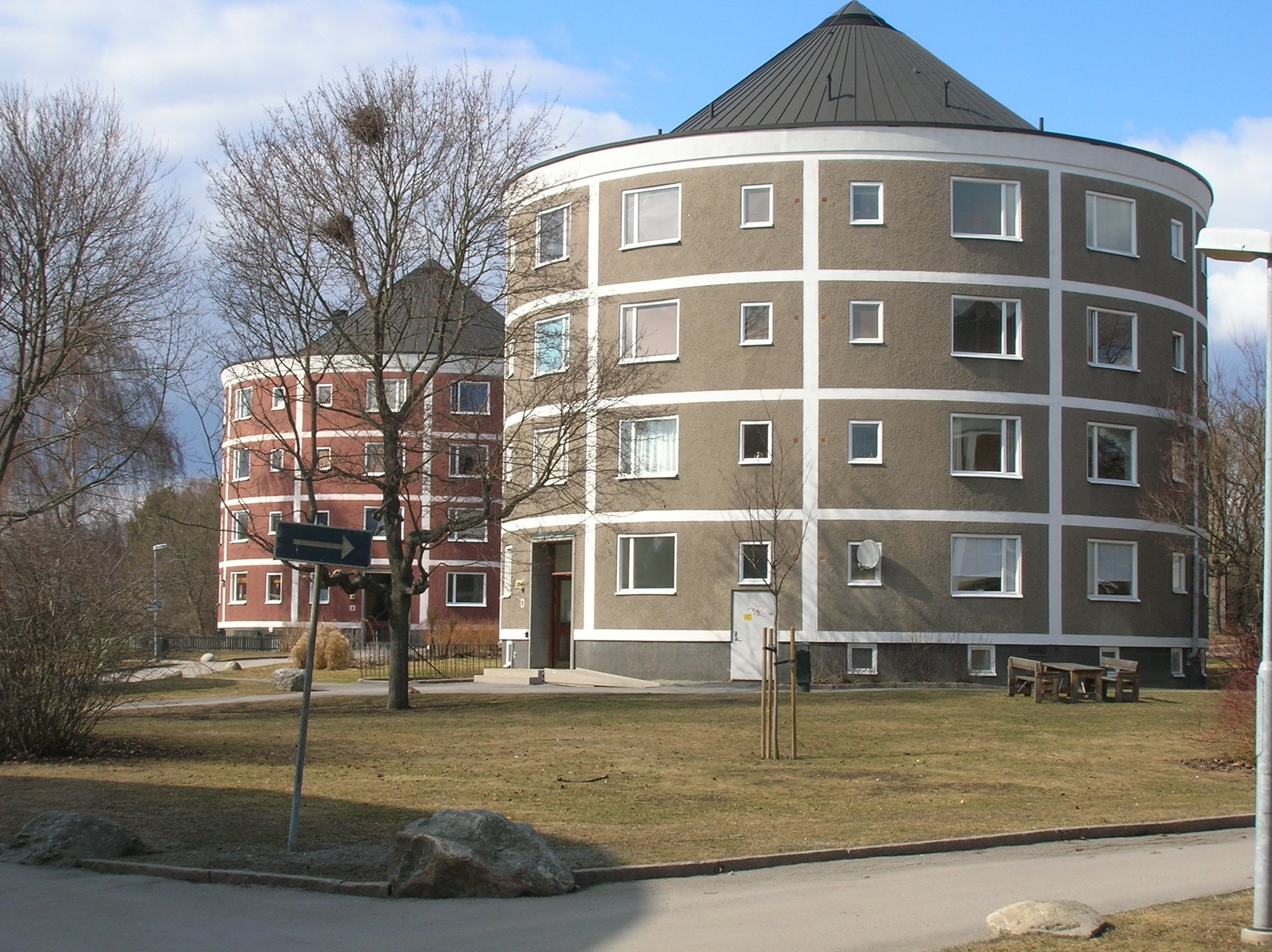
edificio cilíndrico en Beckomberga
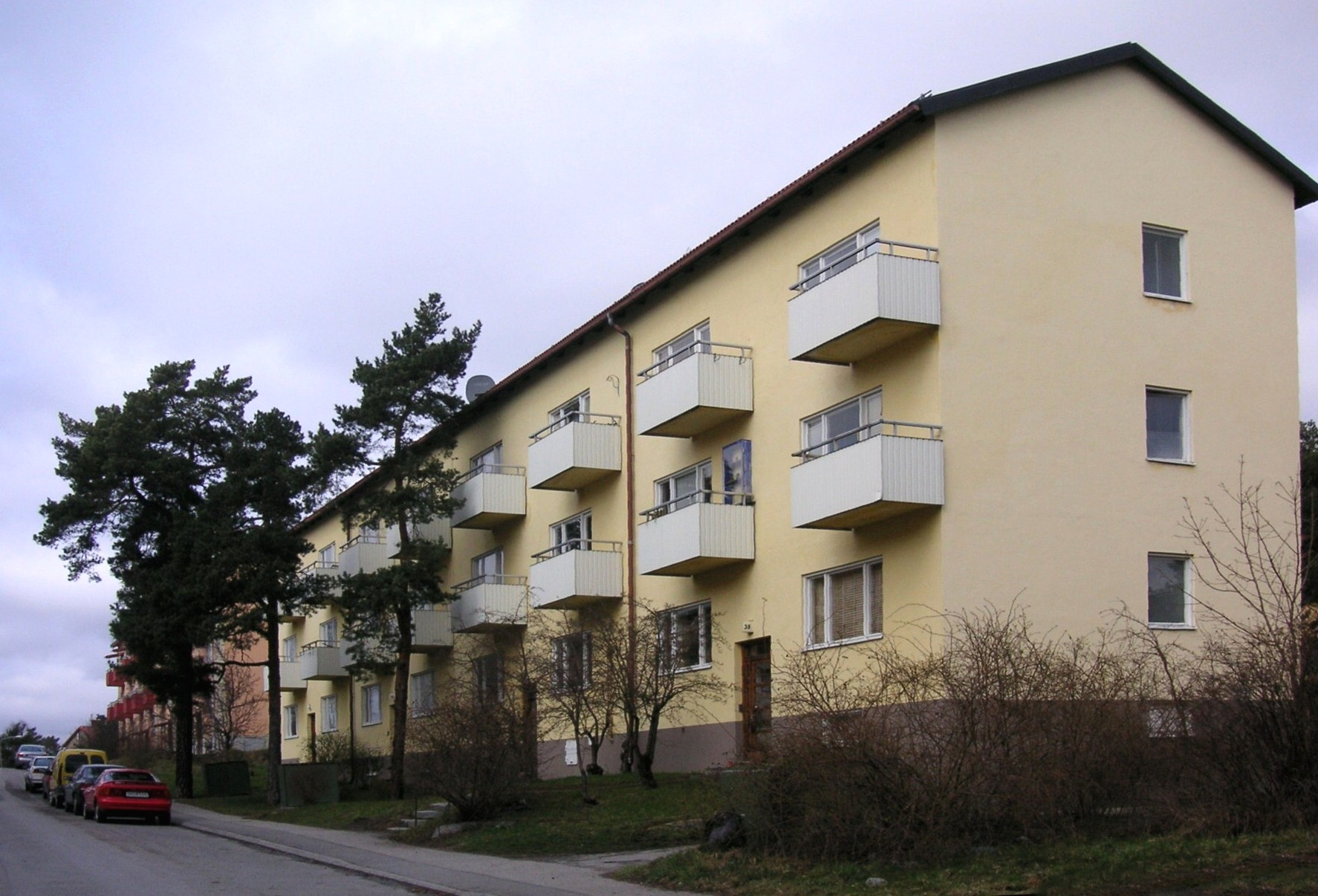
casa en Traneberg
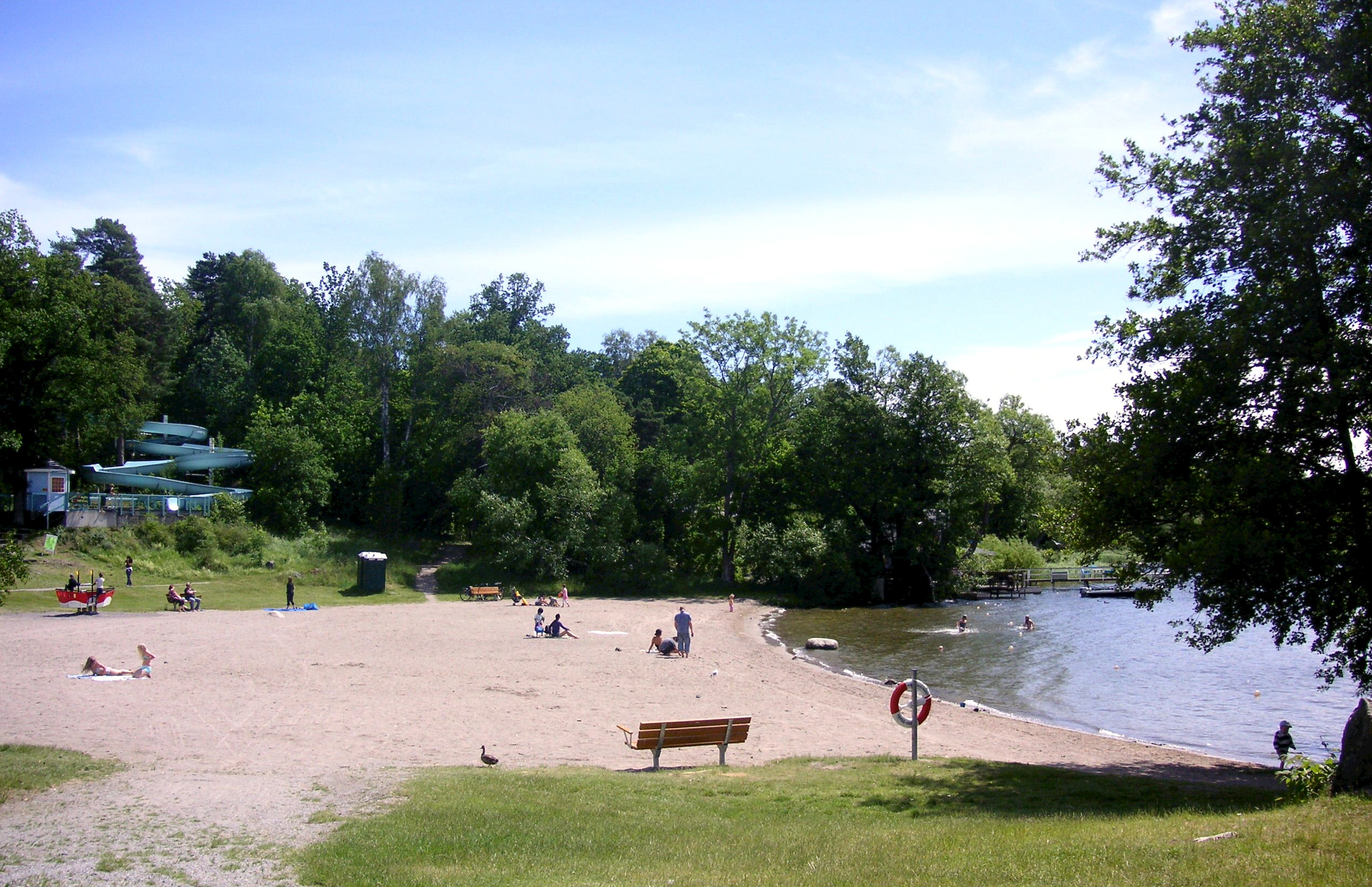
playa de Ängbybadet
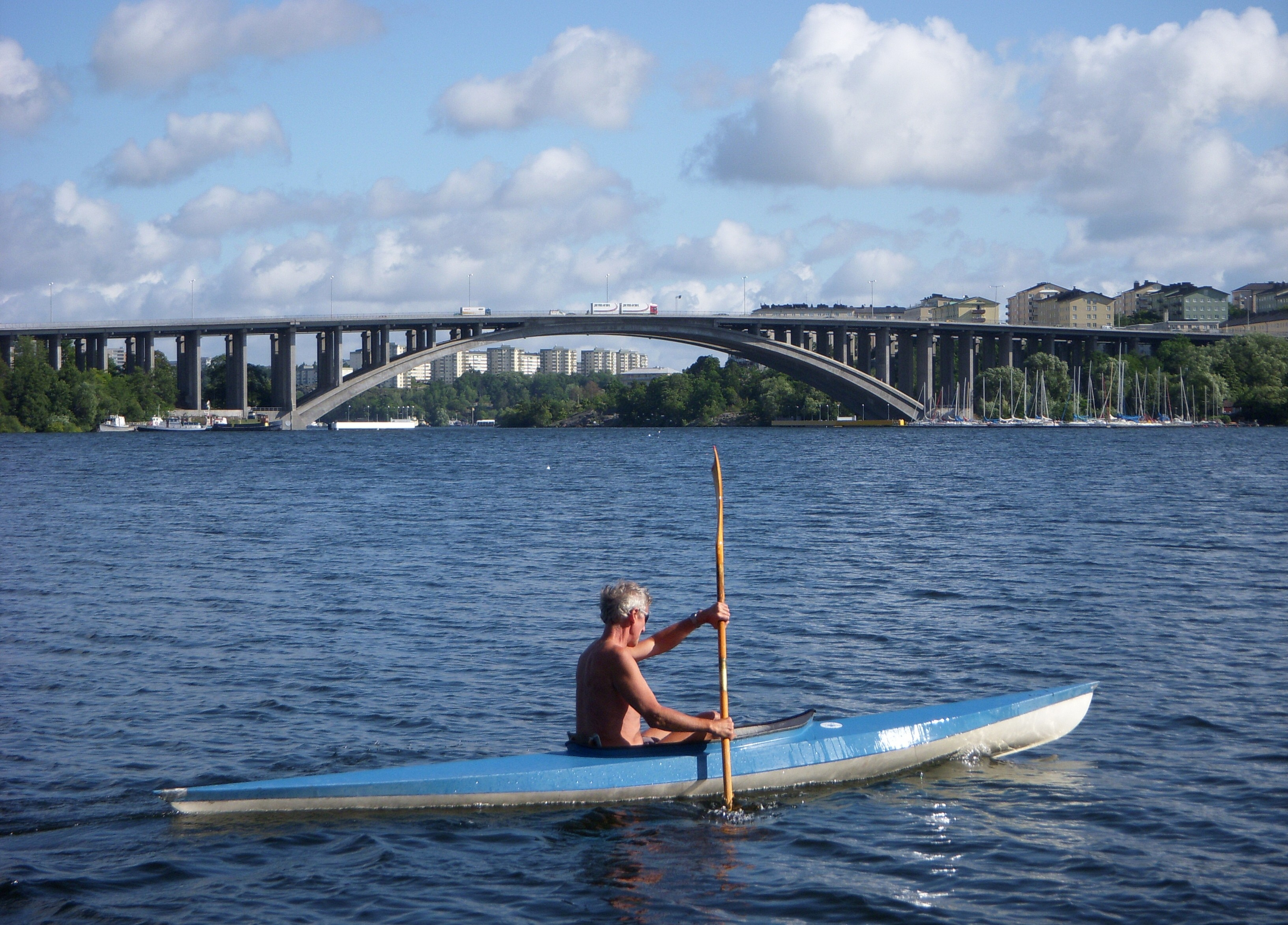
puente de Traneberg
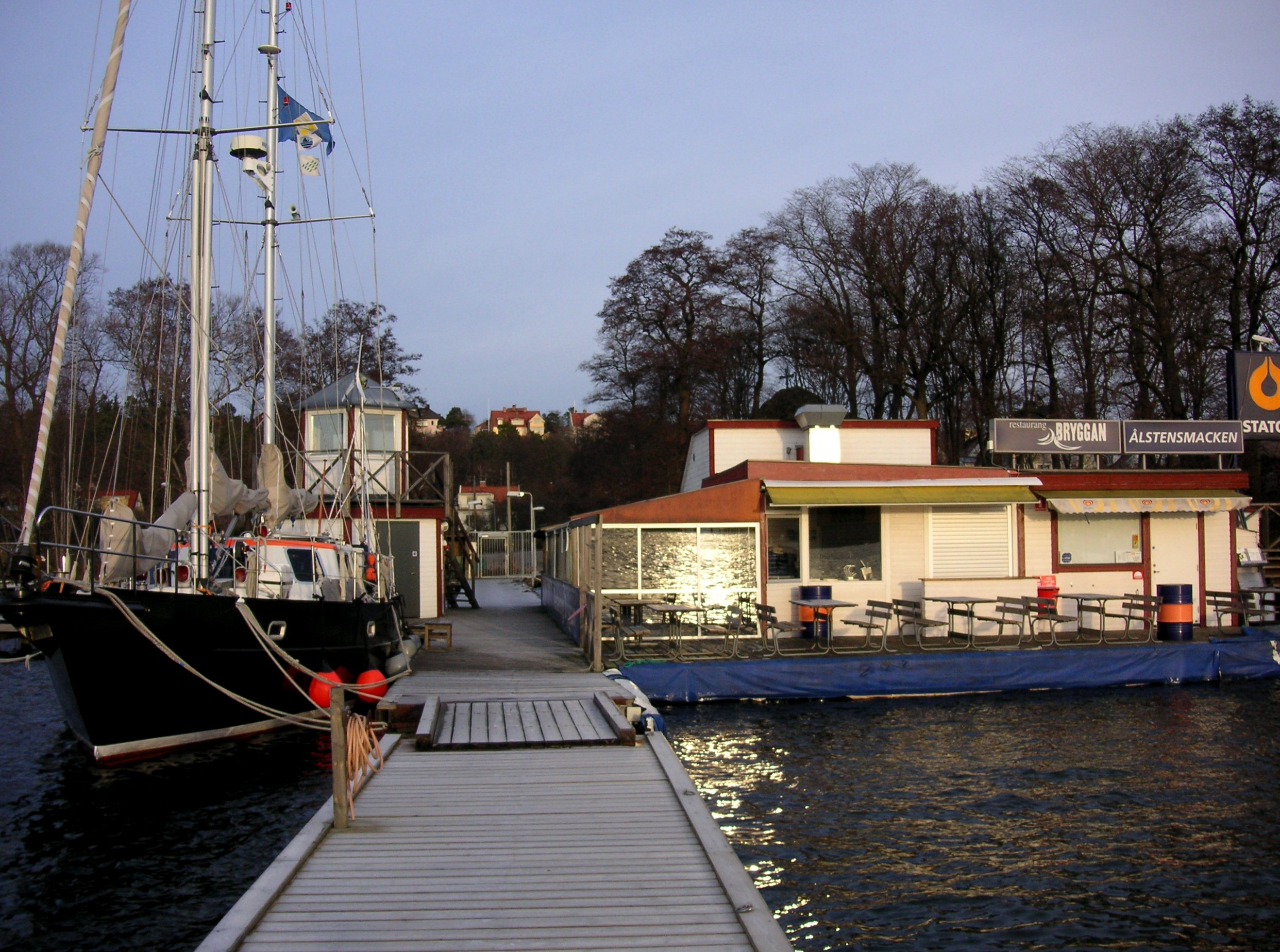
embarcadero en Ålsten
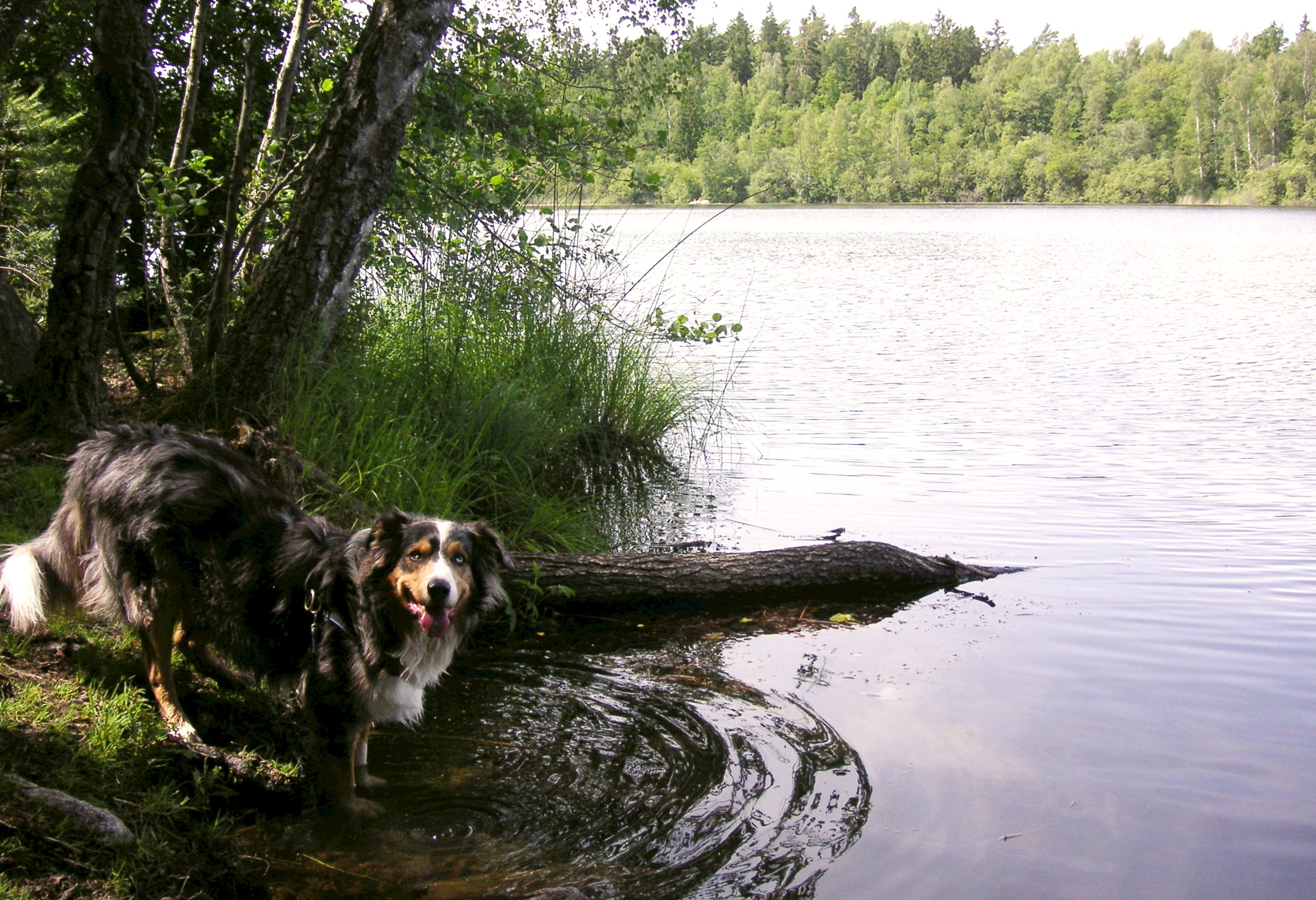
Reserva natural en Judarn